# Triammatus tristis
Triammatus tristis là một loài bọ cánh cứng trong họ Cerambycidae.